# Tephrina curvifera
Tephrina curvifera är en fjärilsart som beskrevs av Walker 1870. Tephrina curvifera ingår i släktet Tephrina och familjen mätare. Inga underarter finns listade i Catalogue of Life.